# Corydoras nanus
Corydoras nanus là một loài cá nước ngọt nhiệt đới thuộc chi Corydoras của họ Callichthyidae. Nó bắt nguồn từ vùng biển nội địa ở Nam Mỹ, và được tìm thấy trong lưu vực sông Suriname và sông Maroni ở Suriname và lưu vực sông Iracoubo ở Guiana thuộc Pháp.
Loài cá này đã được tìm thấy trong các con lạch với dòng chảy vừa phải, rộng 0,5 đến 3 m, nông (độ sâu 20 cm đến 50 cm) với cát, bùn cát và không được chiếu sáng. Nó sẽ phát triển dài tới 1,7 inch (4,5 cm). Nó sống trong khí hậu nhiệt đới trong nước với độ pH 6,0 - 8,0, độ cứng của nước từ 2 - 25 dGH và nhiệt độ từ 72 - 79 °F (22 - 26 °C). Nó ăn Giun, động vật giáp xác vùng đáy nước, côn trùng và thực vật. Nó đẻ trứng trong thảm thực vật dày đặc và cá trưởng thành không bảo vệ trứng. Trong điều kiện nuôi nhốt, trứng đã được đẻ hầu hết trên lá cây. Con cái có thể đẻ tới 600 quả trứng.
Corydoras nanus màu thường là bạc với sọc đen chạy từ đầu đến đuôi. Thỉnh thoảng, chúng có thể có điểm nổi bật màu hổ phách hoặc tím trong màu của chúng hoặc bụng màu xám.
Nếu giữ như một con vật cưng, mức độ chăm sóc là tương đối dễ dàng vì chúng có một tính khí ôn hòa. Các hồ cá nên được trồng cây và có nhiều nơi để ẩn. Sử dụng sỏi tròn hoặc cát mịn cho bể cá. Một quần xã có ít nhất sáu con cá là lý tưởng.
Corydoras nanus có tầm quan trọng trong ngành công nghiệp thương mại thủy sản.